# Zdeněk Besta
Zdeněk Besta (* 2. května 1948) je český politik ČSSD, v letech 2010 až 2016 senátor za obvod č. 67 – Nový Jičín, předtím v letech 2009 až 2010 poslanec Poslanecké sněmovny PČR, v letech 2008 až 2012 zastupitel Moravskoslezského kraje a v letech 1998 až 2010 starosta Zbyslavic.

## Vzdělání, profese a rodina
V roce 1966 se vyučil elektromontérem. Od roku 1966 pracoval v podniku VŽKG. V roce 1982 promoval na Ekonomické fakultě Vysoké školy báňské. Mezi lety 1982–1992 byl zaměstnán na různých pozicích u firmy Vítkovice, a.s. V letech 1992–2000 působil jako realizátor výstav a veletrhů u reklamní společnost Silver.
S manželkou Dášou má dvě děti.

## Politická kariéra
V roce 1998 vstoupil do ČSSD. Od roku 1998 byl členem OVV ČSSD Nový Jičín a od roku 2000 místopředsedou OVV ČSSD Nový Jičín.
Od roku 1994 zasedá v zastupitelstvu obce Zbyslavice. V komunálních volbách roku 1994, komunálních volbách roku 1998,komunálních volbách roku 2002, komunálních volbách roku 2006 a komunálních volbách roku 2010 byl zvolen do zastupitelstva obce Zbyslavice, v roce 1994 jako bezpartijní za Sdružení nezávislých kandidátů, v následných volbách coby člen ČSSD. Profesně se k roku 1998 a 2002 uváděl jako ekonom, následně coby starosta. V letech 1998–2010 zastával funkci starosty obce.
Funkci zastupitele obce obhájil i ve volbách roku 2014. Původně byl na kandidátce na 5. místě, ale vlivem preferenčních hlasů skončil první (strana získala v obci 2 mandáty).
V krajských volbách roku 2008 byl zvolen do Zastupitelstva Moravskoslezského kraje za ČSSD. Zde předsedal Komisi pro zemědělství a venkov. Ve volbách v roce 2016 se pokoušel za ČSSD do krajského zastupitelstva vrátit, ale neuspěl.
Ve volbách v roce 2006 kandidoval do poslanecké sněmovny za ČSSD (volební obvod Moravskoslezský kraj). Zvolen ale z 12. místa nebyl. Do sněmovny usedl dodatečně 9. července 2009, kdy nahradil Petra Rafaje, který se stal předsedou ÚOHS. Byl členem sněmovního ústavněprávního výboru. Ve volbách roku 2010 kandidoval, ale nebyl zvolen.
V senátních volbách 2010 se stal senátorem za obvod č. 67 – Nový Jičín, když v obou kolech porazil dosavadního senátora Milana Bureše. V senátu byl členem výboru pro záležitosti EU.